# Río Calavón
El río Calavon o Coulon es un afluente del río Durance que es afluente del Ródano. Nace en Banon a unos 800 m sobre el nivel del mar en el departamento de Alpes de Alta Provenza. Desemboca en el margen derecho del río Durance  cerca de Caumont-sur-Durance tras un curso de 88,3 km. Tiene una superficie de cuenca de 1.030 km². 
En su curso forma el cañón de Oppedette (Gorges d'Oppedette) y atraviesa las comunas de:
- Apt
- Banon
- Beaumettes
- Bonnieux
- Caseneuve
- Castellet
- Caumont sur Durance
- Cavaillon
- Céreste
- Goult
- Maubec
- Ménerbes
- Oppède
- Oppedette
- Robion
- Roussillon
- Saignon
- Saint-Martin-de-Castillon
- Simiane-la-Rotonde
- Viens

Una característica de este río es que se producen crecidas o ríadas con cierta regularidad, las más importantes fueron en 1935, 1942, 1951, 1994 y 2008.

Ríada del Calavón (14-12-2008)
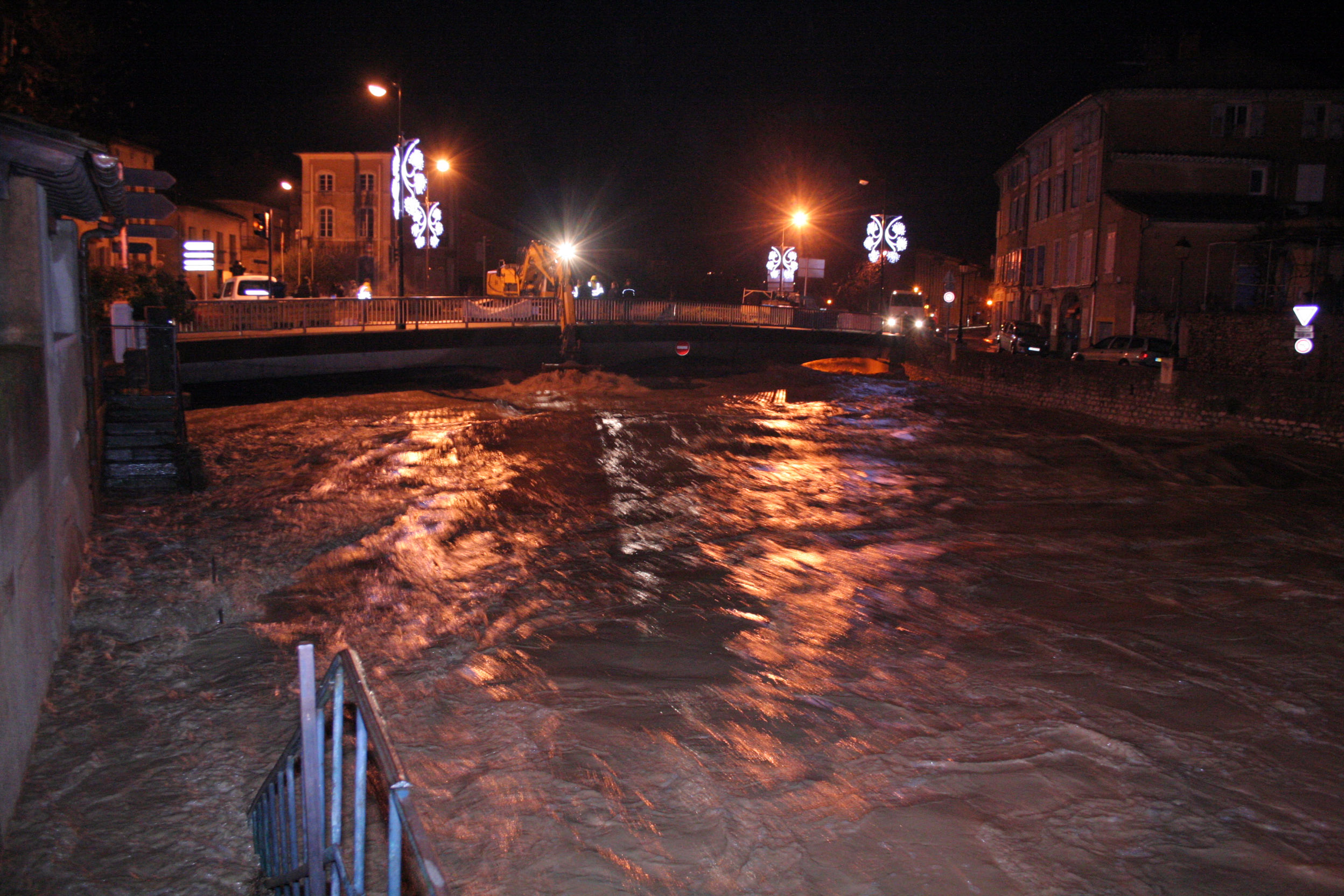
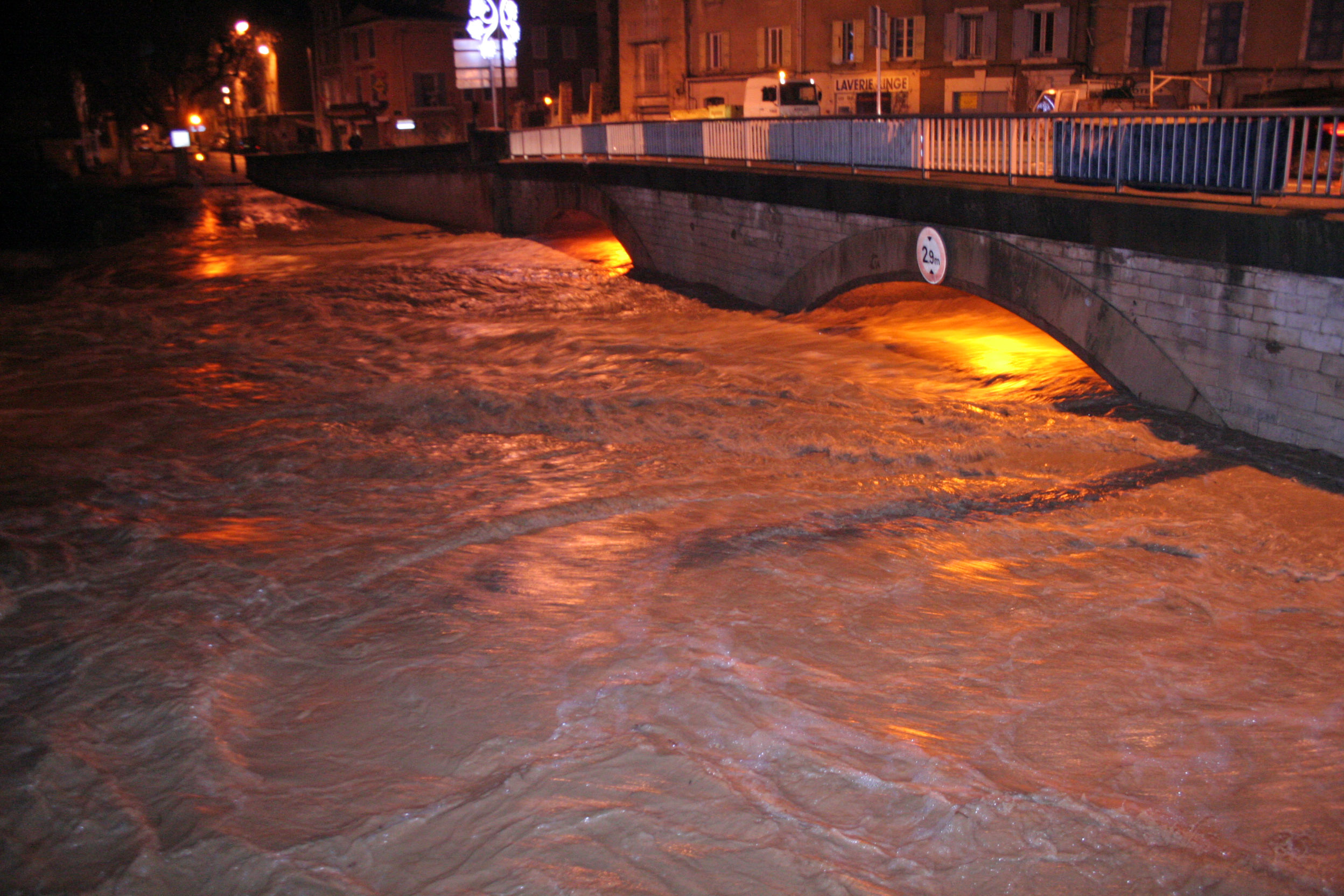
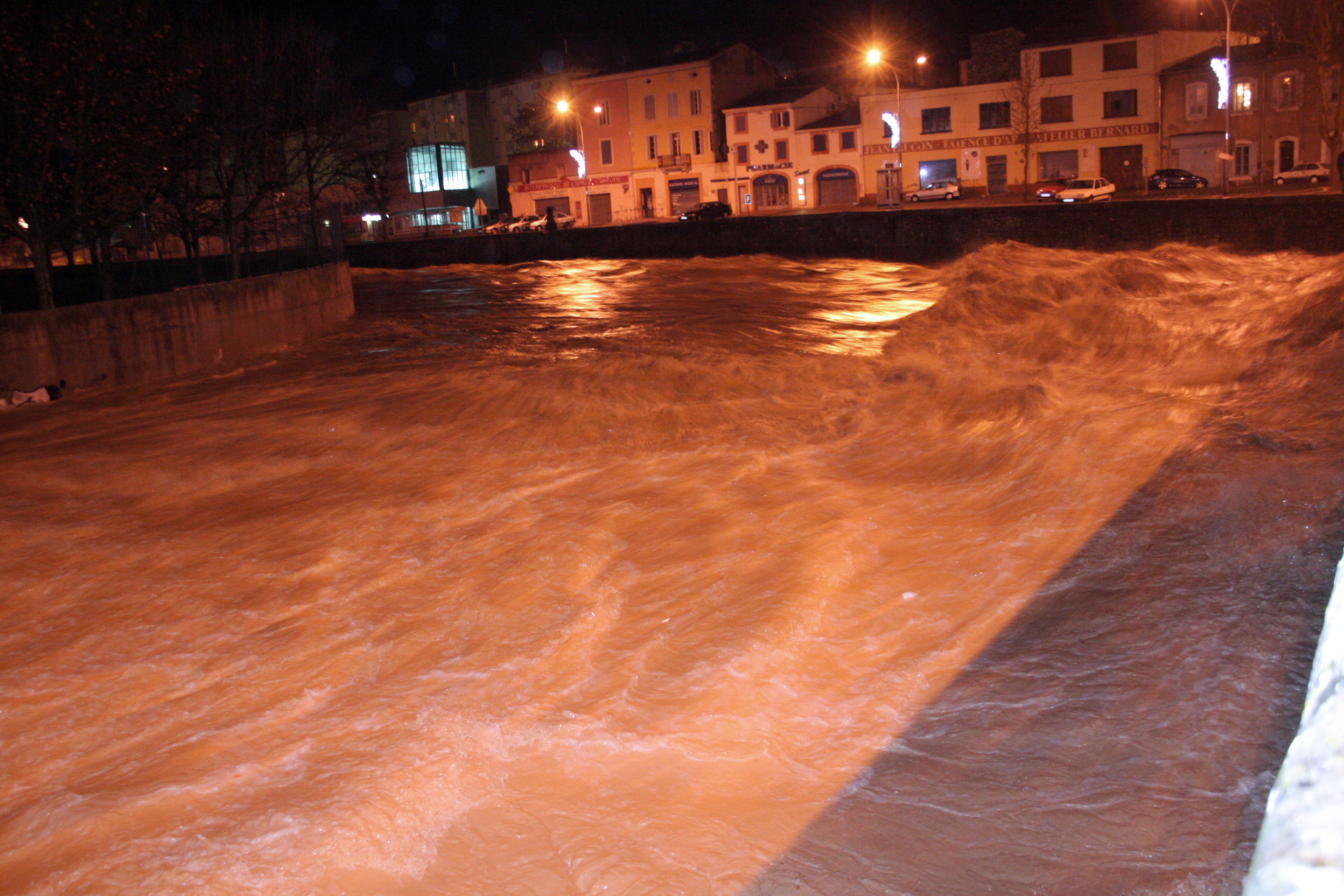
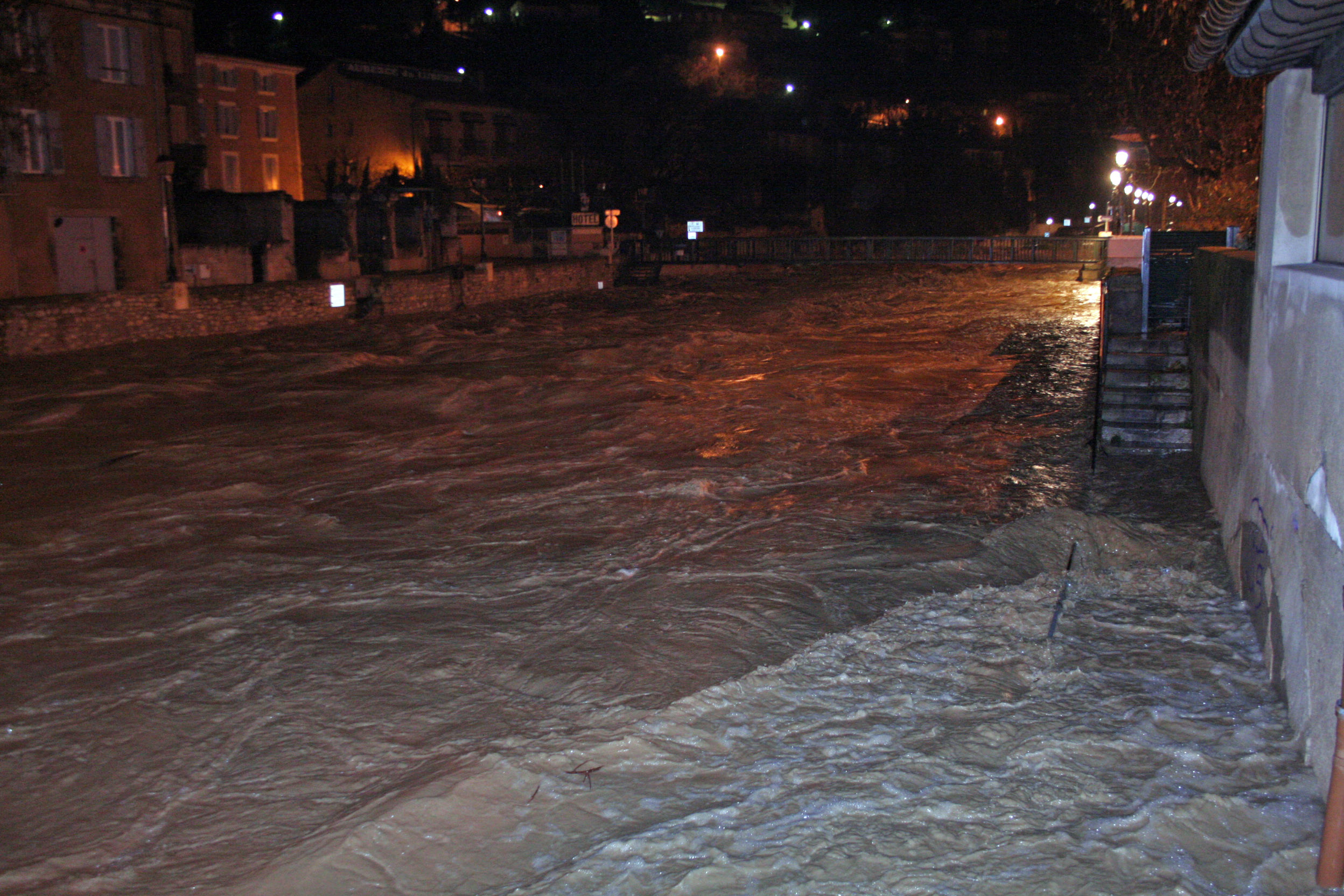
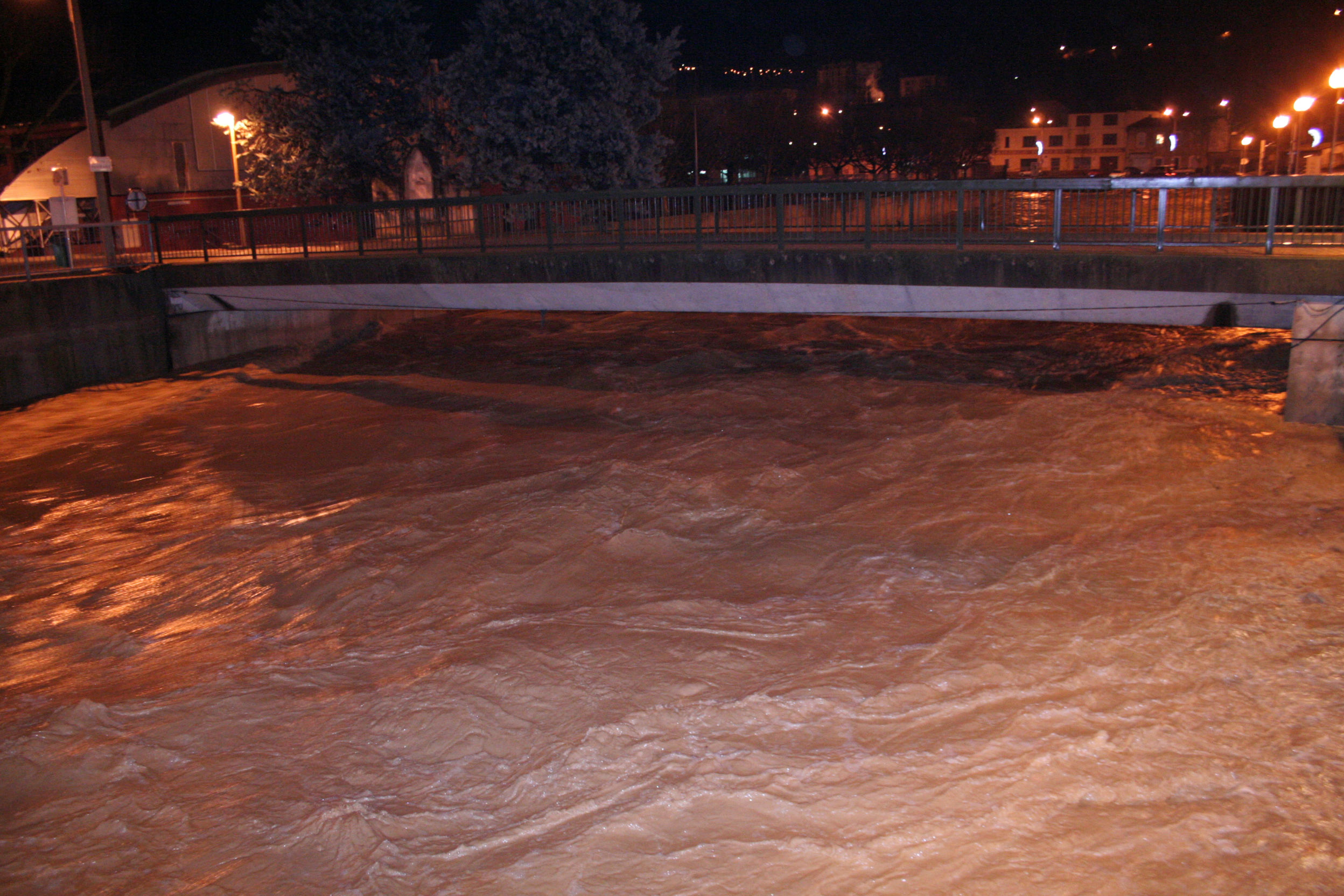